# Volvo 900-serie
Volvo 900-serien var en serie af personbiler i den øvre mellemklasse fra Volvo.

## Typebetegnelser
900-serien omfattede biltyperne 940 og 960, fra 1996 biltyperne 940, S90 og V90.
Typebetegnelserne 940 og 960 står for motorens antal af cylindre. I slutningen af 1996 ændrede Volvo salgsbetegnelserne på deres modeller: Stationcarmodellerne kom til at starte med "V" (Versatility = engelsk for mangsidighed), mens sedanmodellerne kom til at starte med "S" for Sedan. Dermed kom 960 sedan til at hedde S90, mens 960 stationcar blev omdøbt til V90. Der findes dog biler, som er bygget i løbet af modelåret 1997, men som alligevel bærer modelbetegnelsen 960. S90/V90 adskilte sig kun fra 964/965 i små detaljer som f.eks. placeringen af kontakterne til sædevarmen, som ikke længere var placeret ved siden af hinanden i kørselsretningen, men i stedet på hver sin side af automatgearets vælgerarm. Udefra var S90/V90 fuldstændig identiske med de senere årgange af 960.
Volvo 940 var ikke berørt af ændringen af typebetegnelserne. Den blev solgt under den klassiske betegnelse "940" frem til slutningen af produktionen.

## Modelhistorie
960 blev introduceret i august 1990 som en videreudvikling af 700-serien. Den firecylindrede 940 fulgte en måned senere, og afløste 740 fuldstændigt i 1992. Fronten på både 940 og 960 var den samme, som blev indført ved faceliftet af 760 til modelår 1988.
960 var næsten identisk med 940, men havde dog mere udstyr og stærkere motorer. Derudover var 960 sedan udstyret med multileds-bagaksel Multilink I, som allerede var blevet anvendt i 760 sedan. 940 sedan såvel som alle stationcarmodeller var i stedet udstyret med stiv bagaksel.
- Bagfra
- Volvo 945 Stationcar (1990–1994)

I slutningen af 1994 fandt en optisk differentiering mellem 940 og 960 sted. Ændringerne var så omfattende (som f.eks. et fuldstændigt ændret frontparti med forbedret aerodynamik), at man også talte om Volvo 960 type II. På dette tidspunkt fik Volvo 960 også den helt nykonstruerede multileds-bagaksel Multilink II med tværliggende bladfjeder af forstærket kunststof, ekstra fjedre såvel som støddæmpere med automatisk niveauregulering. Denne bagaksel blev benyttet i såvel sedan som stationcar.
- Volvo 960 (1994–1996)
- Bagfra
- Volvo 965 Stationcar (1994–1996)

### 940 Classic
Mod slutningen af modellens produktionsperiode blev betegnelsen "SE" ændret til "Classic". Classic-modellerne var som standard udstyret med det som ellers var ekstraudstyr, såsom el-ruder og el-spejle. Den sidste årsmodel var 1998. Classic-modellerne kan kendes på at blinklysene er hvide i steet for som hidtil orange. Classic har også andre kofangere fortil og bagtil, hvor den øverste del er malet i bilens farve. Stationcarmodellen fik ligeledes en ekstra pynteliste på bagpartiet mellem den bageste hjulkasse og baglygterne. Denne liste gør, at baglygterne på stationcarversionen af 940 Classic ser lidt anderledes ud end på de øvrige versioner.

### Afslutning af produktionen
940 og S90/V90, som var de sidste Volvo-personbiler med baghjulstræk, udgik af produktion den 5. februar 1998 efter en produktion på ca. 670.000 biler, heraf ca. 280.000 stationcars og 390.000 sedaner. S90 blev afløst af den forhjulstrukne S80, mens V90 ikke fik nogen direkte efterfølger. De dyrere versioner af Volvo V70 kan ses som indirekte efterfølger for V90.
Modelbetegnelserne S90 og V90 er kommet til indsats igen i 2016 på to nye modeller, som har afløst S80 og V70.

## Sikkerhed
Det svenske forsikringsselskab Folksam vurderer flere forskellige bilmodeller ud fra oplysninger fra virkelige ulykker, hvorved risikoen for død eller invaliditet i tilfælde af en ulykke måles. I rapporterne Hur säker är bilen? er/var 940 og 960 klassificeret som følger:
- 1999: Mindst 40% bedre end middelbilen[2]
- 2001: Mindst 40% bedre end middelbilen[3]
- 2003: Mindst 30% bedre end middelbilen[4]
- 2005: Mindst 15% bedre end middelbilen[5]
- 2007: Mindst 20% bedre end middelbilen[6]
- 2009: Mindst 20% bedre end middelbilen[7]
- 2011: Som middelbilen[8]
- 2013: Som middelbilen[9]
- 2015: Som middelbilen[10]

## Tekniske data
Ligesom 700-serien havde 900-serien en akselafstand på 2.770 mm. Den udvendige længde varierede alt efter udførelse mellem 4.844 og 4.871 mm. Derudover fandtes der også udførelserne 960 Executive hhv. S90 Executive, som var sedaner med forlænget akselafstand og en samlet længde på over 5 meter. Volvo byggede også en del specialmodeller på basis af 900-serien, bl.a. ambulancer. Egenvægten varierede mellem 1.327 kg og 1.710 kg. Den maksimalt tilladelige anhængervægt med bremser andrager 2,0 tons. 
Motorerne blev for størstedelens omfang overtaget fra 200- og 700-serierne og modificeret til brug i 900-serien. Specielt udviklet til Volvo 960 var den sekscylindrede benzinrækkemotor, som afløste PRV-motoren introduceret sammen med Volvo 264. Porsches udviklingscentrum i Weissach medvirkede under udviklingen den nye motor. Den dannede grundstenen til et byggekasseprincip, hvorfra de femcylindrede motorer i Volvo 850, S70, S80 og V70 også var udviklet. 3,0i-motoren med 150 kW (204 hk) fandtes kun med firetrins automatgearkasse, mens 132 kW (180 hk)-versionen og 2,5i-motoren også fandtes med femtrins manuel gearkasse.
Volvo 940 (9/1990 til 2/1998)
Firecylindrede rækkemotorer (benzin) (aluminiumscylinderhoved og stålblok, én overliggende knastaksel med tandrem, 2 ventiler pr. cylinder, reguleret 3-vejs-katalysator):
| Model                  | Slagvolume cm³ | Max. effekt kW (hk) / omdr. | Max. drejningsmoment Nm / omdr. | Motorkode | 0-100 km/t sek. | Topfart km/t |
| ---------------------- | -------------- | --------------------------- | ------------------------------- | --------- | --------------- | ------------ |
| 2.0i                   | 1986           | 82 (112) / 5700             | 158 / 2800                      | B200F     | 13,0            | 180          |
| 2.0i soft-Turbo        | 1986           | 114 (155) / 5600            | 230 / 3600                      | B200FT    | 9,3             | 200          |
| 2.3i                   | 2316           | 85 (116) / 5400             | 183 / 2500                      | B230F(D)  | 12,0            | 185          |
| 2.3i                   | 2316           | 96 (130) / 5500             | 185 / 2950                      | B230FB    | 12,0            | 190          |
| 2.3i DOHC 16v          | 2316           | 114 (155) / 5700            | 203 / 4450                      | B234F     | 10,0            | 200          |
| 2.3i soft-Turbo        | 2316           | 99 (135) / 4900             | 230 / 2300                      | B230FK    | 12,0            | 190          |
| 2.3i Turbo Intercooler | 2316           | 121 (165) / 4800            | 264 / 3450                      | B230FT    | 9,0             | 210          |

Sekscylindrede rækkemotorer (diesel) (fra Volkswagen; aluminiumscylinderhoved og stålblok, én overliggende knastaksel med tandrem, 2 ventiler pr. cylinder, senere med oxidationskatalysator):
| Model                        | Slagvolume cm³ | Max. effekt kW (hk) / omdr. | Max. drejningsmoment Nm / omdr. | Motorkode | 0-100 km/t sek. | Topfart km/t |
| ---------------------------- | -------------- | --------------------------- | ------------------------------- | --------- | --------------- | ------------ |
| 2.4 Diesel                   | 2383           | 60 (82) / 4700              | 145 / 2000                      | D24       | 16,5            | 160          |
| 2.4 Turbo-Diesel             | 2383           | 80 (109) / 4800             | 205 / 2500                      | D24T      | 12,0            | 185          |
| 2.4 Turbo-Diesel Intercooler | 2383           | 90 (122) / 4800             | 235 / 2400                      | D24TIC    | 11,5            | 185          |

Volvo 960 I (8/1990 til 12/1994)
Firecylindrede rækkemotorer (benzin) (aluminiumscylinderhoved og stålblok, én overliggende knastaksel med tandrem, 2 ventiler pr. cylinder, reguleret 3-vejs-katalysator):
| Model      | Slagvolume cm³ | Max. effekt kW (hk) / omdr. | Max. drejningsmoment Nm / omdr. | Motorkode | 0-100 km/t sek. | Topfart km/t |
| ---------- | -------------- | --------------------------- | ------------------------------- | --------- | --------------- | ------------ |
| 2.3i Turbo | 2316           | 115 (156) / 4800            | 242 / 3300                      | B230FT    |                 |              |

Sekscylindrede rækkemotorer (benzin) (aluminiumscylinderhoved og aluminiumsblok, to overliggende knastaksler med tandrem, 4 ventiler pr. cylinder, reguleret 3-vejs-katalysator):
| Model | Slagvolume cm³ | Max. effekt kW (hk) / omdr. | Max. drejningsmoment Nm / omdr. | Motorkode | 0-100 km/t sek. | Topfart km/t |
| ----- | -------------- | --------------------------- | ------------------------------- | --------- | --------------- | ------------ |
| 3.0i  | 2922           | 150 (204) / 6000            | 267 / 4300                      | B6304F    | 9,0             | 210          |

Sekscylindrede rækkemotorer (diesel) (fra Volkswagen; aluminiumscylinderhoved og stålblok, én overliggende knastaksel med tandrem, 2 ventiler pr. cylinder, senere med oxidationskatalysator):
| Model                        | Slagvolume cm³ | Max. effekt kW (hk) / omdr. | Max. drejningsmoment Nm / omdr. | Motorkode | 0-100 km/t sek. | Topfart km/t |
| ---------------------------- | -------------- | --------------------------- | ------------------------------- | --------- | --------------- | ------------ |
| 2.4 Turbo-Diesel Intercooler | 2383           | 90 (122) / 4650             | 235 / 2400                      | D24TIC    | 13,0            | 180          |

Volvo 960 II (12/1994 til 12/1996)
Sekscylindrede rækkemotorer (benzin) (aluminiumscylinderhoved og aluminiumsblok, to overliggende knastaksler med tandrem, 4 ventiler pr. cylinder, reguleret 3-vejs-katalysator):
| Model | Slagvolume cm³ | Max. effekt kW (hk) / omdr. | Max. drejningsmoment Nm / omdr. | Motorkode | 0-100 km/t sek. | Topfart km/t |
| ----- | -------------- | --------------------------- | ------------------------------- | --------- | --------------- | ------------ |
| 2.5i  | 2473           | 125 (170) / 5700            | 230 / 4400                      | B6254S    | 9,7             | 210          |
| 3.0i  | 2922           | 150 (204) / 6000            | 267 / 4300                      | B6304S    | 9,1             | 210          |

Volvo S90/V90 (12/1996 til 2/1998)
Sekscylindrede rækkemotorer (benzin) (aluminiumscylinderhoved og aluminiumsblok, to overliggende knastaksler med tandrem, 4 ventiler pr. cylinder, reguleret 3-vejs-katalysator):
- 3.0i 132 kW (180 hk)
- 3.0i 150 kW (204 hk)

- Volvo S90 (1996−1998)
- Volvo V90 (1996−1998)
- Volvo S90 Pullmann fra Det danske kongehus